# Macharynci (obwód winnicki)
Macharynci (ukr. Махаринці) – wieś na Ukrainie, w obwodzie winnickim, w rejonie chmielnickim, w hromadzie Koziatyn, nad Sytną. W 2001 roku liczyła 1844 mieszkańców.
Do 1946 roku miejscowość nosiła nazwę Wołośki Macharynci (ukr. Волоські Махаринці).